# Цепенков, Кирилл Михайлович
Кирилл Михайлович Цепенков (бел. Кірыл Міхайлавіч Цапянкоў; род. 8 июля 2004, Шклов, Могилёвская область) — белорусский футболист, полузащитник минского «Динамо».

## Клубная карьера

### «Рух» Брест
Начинал заниматься футболом в шкловском ДЮСШ и могилёвском СДЮШОР-7, где первыми тренерами футболиста были Евгений Петрович Молчан и Михаил Михайлович Юркевич. На момент занятий в могилёвском СДЮШОР-7 футболист проживал в шклове, где учился в местной гимназии, однако тот регулярно приезжал на тренировки в Могилёв из родного города. В 2017 году футболист присоединился к академии могилёвского «Днепра», где выступал за клуб в юношеском первенстве. В июне 2020 года футболист на любительском уровне выступал в шкловском «Спартаке» в рамках областном чемпионате, также став обладателем Суперкубка Могилёвской области. В скором времени футболист присоединился к брестскому «Руху», где стал выступать за дублирующий состав.
В сентябре 2020 года футболист впервые стал подтягиваться в матчам с основной командой. Впервые в заявку на матч футболист был заявлен 22 ноября 2020 года против солигорского «Шахтёра», так как ряд футболистов из-за обнаруженного у них COVID-19 не могли принять участие в данной встрече. По итогу футболист дебютировал за клуб, а также в чемпионате в возрасте 16 лет, также сав первым футболистом 2004 года рождения, сыгравшим в рамках в чемпионата. В следующем матче 28 ноября 2020 года против бобруйской «Белшины» футболист отличился своей первой голевой передачей. В следующем сезоне футболист стал чаще привлекаться к матчам с основной командой, также 28 ноября 2021 года отличился своим дебютным забитым голом в матче против брестского «Динамо».

### «Динамо-Брест»
В начале 2022 года брестский «Руху» из-за финансовых проблем прекратил своё существование, а футболист на правах свободного агента в апреле 2022 года присоединился к брестскому «Динамо», подписав контракт до июля 2022 года с опцией продления до конца сезона. Дебютировал за клуб футболист 14 мая 2022 года в матче против бобруйской «Белшины», выйдя на замену на 87 минуте. Дебютными забитыми голами за брестский клуб футболист отличился 1 октября 2022 года в матче против бобруйской «Белшины», оформив дубль. По итогу сезона футболист вместе с клубом завершил чемпионат на итоговом тринадцатом месте. На протяжении сезона футболист выступал за клуб в роли одного из основных игроков, отличившись своими 2 забитыми голами в рамках чемпионата.
В декабре 2022 года футболист продлил контракт с брестским клубом ещё на сезон. Первый матч в новом сезоне футболист сыграл 1 апреля 2023 года против «Ислочи», выйдя на замену в начале второго тайма. Своим первым в сезоне забитым голом за клуб футболист отличился 22 июля 2023 года в мачте Кубка Беларуси против гомельского «Бумпрома». В августе 2023 года футболист выбыл из распоряжения клуба до конца сезона. В январе 2024 года футболист продлил контракт с брестским клубом до конца сезона. Новый сезон футболист начал с матча 29 марта 2024 года против «Сморгони», выйдя на замену на 81 минуте. Однако затем перестал получать игровую практику, всю первую половину сезона оставаясь на скамейке запасных.

### «Слуцк»
В июле 2024 года футболист перешёл в «Слуцк», подписав контракт до конца сезона. Дебютировал за клуб футболист 13 июля 2024 года в матче Кубка Беларуси против «Энергетика-БГУ», выйдя на поле в стартовом составе и отличившись своими дебютными голами, оформив дубль, и первой результативной передачей. Первый матч в чемпионате за клуб футболист сыграл 3 августа 2024 года против «Гомеля», выйдя на поле в стартовом составе, также отличившись голевой передачей. Своим очередным забитым дублем за клуб футболист отличился 4 октября 2024 года в матче против брестского «Динамо». По итогу сезона футболист вместе с клубом завершил чемпионат на итоговом девятом месте. На протяжении сезона футболист выступал за клуб в роли одного из ключевых игроков, неоднократно получая награды лучшего игрока матча, отличившись 8 забитыми голами и 6 результативными передачами во всех турнирах.

### «Динамо» Минск
В начале 2025 года сообщалось, что к футболисту имеется интерес со стороны российских клубов, а также «МЛ Витебска». В скором времени сообщалось, что футболист присоединиться к минскому «Динамо». В конце февраля 2025 года футболист официально присоединился к минскому клубу. Дебютировал за клуб футболист 22 февраля 2025 года в матче за Суперкубок Беларуси, где в финале победили гродненский «Неман». Первый матч в чемпионате футболист сыграл 30 марта 2025 года против жодинского «Торпедо-БелАЗ», выйдя на замену на 76 минуте. Также футболист сыграл матч за «Динамо-БГУФК» 6 апреля 2025 года против клуба АБФФ U-19. Первым результативным действием за клуб футболист отличился 19 апреля 2025 года в матче против борисовского БАТЭ, отдав голевую передачу. Дебютным забитым голом за клуб футболист отличился 27 апреля 2025 года в матче против «Минска».

## Карьера в сборной
В 2019 году футболист в составе юношеской сборной Беларуси до 16 лет принимал участие в юношеском турнире в Стамбуле. В ноябре 2020 года футболист получил вызов в юношескую сборную Беларуси до 17 лет на учебно-тренировочный сбор. В ноябре 2021 года футболист получил вызов в юношеской сборной Беларуси до 18 лет. Дебютировал за сборную футболист 3 декабря 2021 года в товарищеском матче против сборной Армении, отличившись также дебютным забитым голом.
В июне 2022 футболист получил вызов в юношескую сборную Беларуси до 19 лет, за которую дебютировал в товарищеских матчах против сборной Узбекистана. В сентябре 2022 года футболист вместе со сборной отправился на квалификационные матчи юношеского чемпионата Европы. В матче 21 сентября 2022 года против сборной Словакии футболист отличился своей дебютной голевой передачей. Дебютным забитым голом за сборную футболист отличился 28 марта 2023 года в товарищеском матче против сборной России.
В ноябре 2022 года футболист получил вызов в молодёжную сборную Беларуси. Дебютировал за сборную футболист 21 марта 2025 года в товарищеском матче против сборной Северной Македонии, также отличившись своим дебютным забитым голом. В следующем матче 25 марта 2025 года против сборной Турции футболист отличился забитым дублем.

## Достижения
«Динамо» Минск
- Обладатель Суперкубок Беларуси: 2025